# Tower 28
Tower 28 ist ein Wolkenkratzer im Stadtbezirk Queens in New York City, Vereinigte Staaten. Mit dem Erreichen seiner Endhöhe von fast 200 Meter im April 2016 war der 2017 fertiggestellte Turm bis 2019 das höchste Wohngebäude der Stadt außerhalb von Manhattan und nach dem 205 m hohen One Court Square das zweithöchste Gebäude in Queens sowie auf Long Island.

## Beschreibung

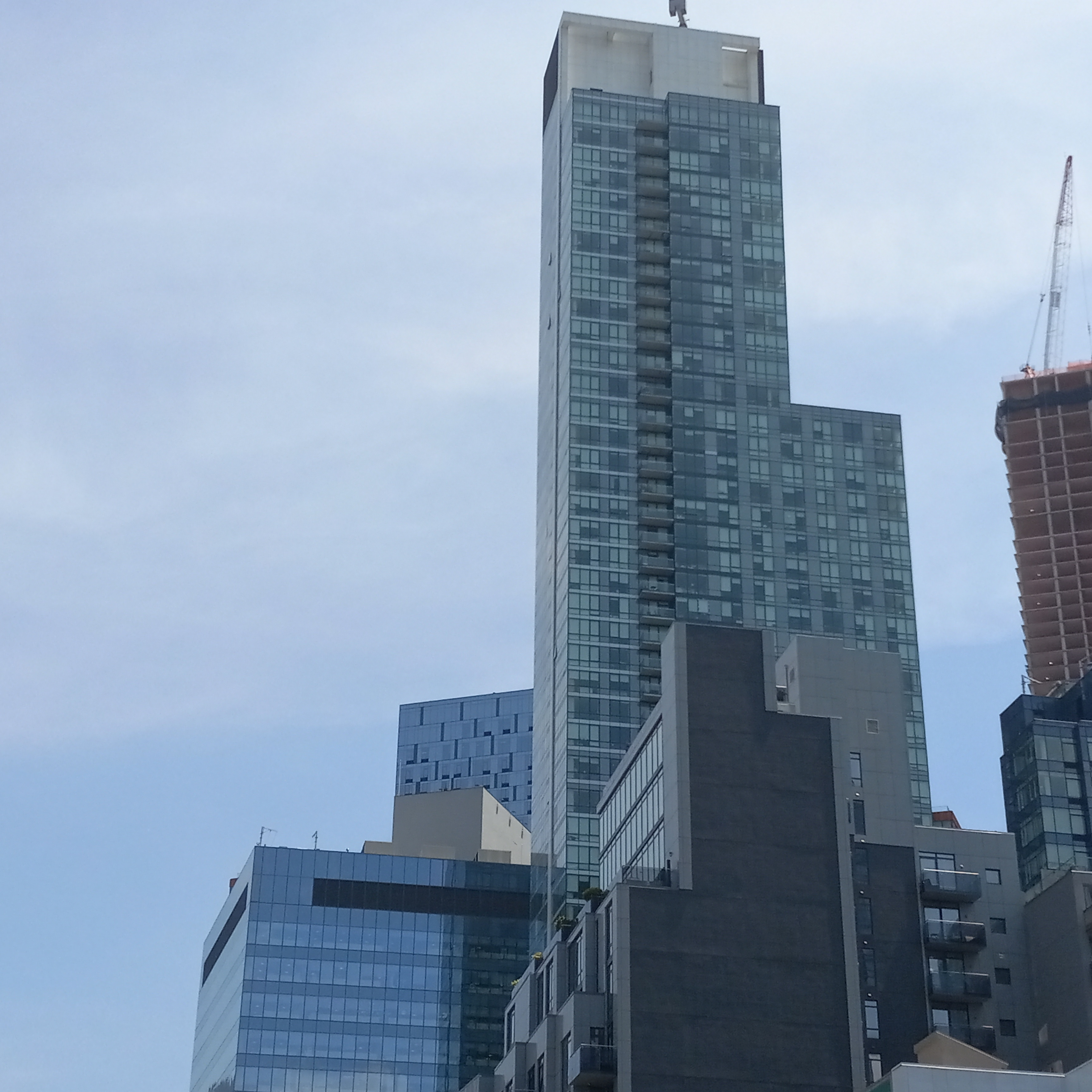
Tower 28 im Juni 2024

Der Wolkenkratzer befindet sich im Zentrum des Stadtteils Long Island City unweit von der Queens Plaza mittig in einem Block, der von der Queens Plaza South im Nordosten, der 28th Street im Südosten, der 42nd Road im Südwesten und der 27th Street im Nordwesten begrenzt ist. Direkt benachbarte Gebäude sind südlich der Star Tower und östlich der Gotham-Center-Komplex. Wenige Meter nordöstlich verlaufen die Rampen zur Queensboro Bridge. Die nächstgelegenen U-Bahn-Stationen der New York City Subway sind die jeweils nur einen Block entfernten Queens Plaza (Linien ) und Queensboro Plaza (Linien ).
Tower 28 wurde von den Hill West Architects entworfen, erreicht eine Gesamthöhe von 194,2 Metern (637 Fuß) und besitzt 58 Stockwerke. Damit ist er mit Stand 2024 das sechsthöchste Gebäude in Queens. 2012 projektiert, wurden die 2014 begonnenen Bauarbeiten nach einer dreijährigen Bauzeit im Jahr 2017 abgeschlossen. Der direkt an der 28th Street stehende Wolkenkratzer hat auf Höhe der 44. Etage einen Absatz, auf dem eine Terrasse angelegt ist. Der Turm ist mit einer glatten blauen Glasfassade verkleidet und besitzt an der West- und Südseite Balkone. Zum Tower 28 gehört ein fünfgeschossiges verglastes Gebäude an der 27th Street, mit dem der Wohnturm mit einem Flachbau verbunden ist. Hier sind ein Großteil der Freizeiteinrichtungen wie dem Pool und das Parkhaus untergebracht. Der Wolkenkratzer beherbergt von der 4. bis zur 57. Etage 477 Mietwohnungen und bietet seinen Bewohnern ein Fitnesscenter, eine Sauna, ein Dampfbad, einen Innenpool mit Außenterrasse, einen Medienraum sowie in der 58. Etage eine Dachterrasse mit einer Sky Lounge.